# Cubero, Novi Meksiko
Cubero je popisom određeno mjesto u okrugu Ciboli u američkoj saveznoj državi Novom Meksiku. Prema popisu stanovništva SAD 2010. ovdje je živjelo 289 stanovnika. 

## Zemljopis
Nalazi se na 35°5′9″N 107°31′5″W / 35.08583°N 107.51806°W, Prema Uredu SAD-a za popis stanovništva, zauzima 24,31 km2 površine, sve suhozemne.

## Komunikacije
Poštanski ured Cubera je ZIP koda je 87014.

## Stanovništvo
Prema podatcima popisa 2010. ovdje je bilo 289 stanovnika, 117 kućanstava od čega 81 obiteljsko, a stanovništvo po rasi bili su 38,4% bijelci, 0,3% "crnci ili afroamerikanci", 13,1% "američki Indijanci i aljaskanski domorodci", 0,0% Azijci, 0,0% "domorodački Havajci i ostali tihooceanski otočani", 43,6% ostalih rasa, 4,5% dviju ili više rasa. Hispanoamerikanaca i Latinoamerikanaca svih rasa bilo je 76,8%.